# Richard Hobert

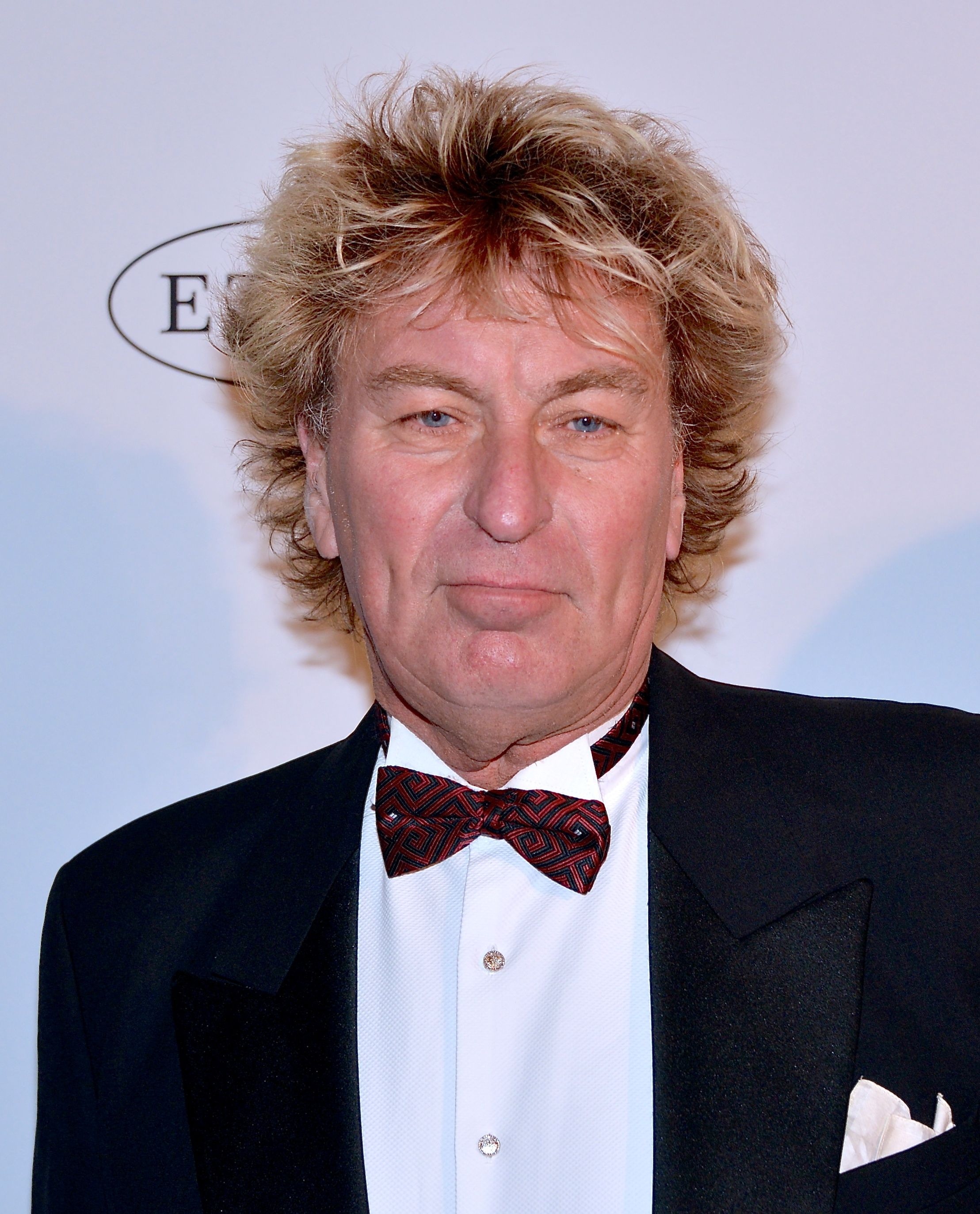
Richard Hobert 2013.

Richard Hobert (Kalmar, 1º dicembre 1951) è un regista e sceneggiatore svedese.

## Biografia
Ha iniziato la sua carriera cinematografica nel 1993 con il film Spring of Joy, dopo aver diretto diversi film televisivi. È sposato dal 2000 con l'attrice svedese Lena Endre.

## Filmografia parziale
- Spring of joy, 1993
- Le mani (Händerna), 1994
- Run for your life, 1997
- Il compleanno, 2000
- Alice, un tesoro di bambina, 2002
- Harry's Daughters, 2005

## Riconoscimenti
- 1995 - Guldbagge
  - Candidatura a migliore sceneggiatura per Le mani